# Alan Mills (Sänger)
Alan Mills (eigentl.: Albert Miller; * 7. September 1912 in Lachine, Québec; † 14. Juni 1977 in Montreal) war ein kanadischer Sänger, Schauspieler und Autor.

## Leben und Wirken
Miller brach vierzehnjährig den Besuch der Baron Byng High School in Montreal ab und begann als Gerichtsreporter für das Montreal Evening Journal und den Montreal Herold. Bis 1945 war er Mitarbeiter der Montréal Gazette. 1934 studierte er Liedgesang bei Albert Wthitehead, und 1935–36 unternahm er mit John Goss’ London Singers  eine Tournee durch Kanada und die USA. Nach 1945 übernahm er kleinere Partien in Opernproduktionen, u. a. in der Zauberflöte (1945) und Madama Butterfly (1947) bei der Opera Guild of Montréal und in Kurt Weills Down in the Valley an der Minute Opera.
Seit Ende der 1940er Jahre konzentrierte sich Miller auf die Folk-Musik, 1947 nahm er den Bühnennamen Alan Mills an. Erfolgreich war er in der CBC-Radioshow Folk Songs for Young Folk (1947–59), in Serien wie The Song History of Canada und dem Programm Songs de Chez nous mit Hélène Baillargeon. Seine ersten Plattenaufnahmen entstanden 1949 bei RCA Victor. Mit der Volksliedsammlerin Edith Fowke produzierte er neben zwei Alben (O Canada: A History in Song, 1956 und Songs of the Sea, 1957) auch Liederbücher (u. a. Songs of the Sea) und Rundfunkprogramme (u. a. Ride with the Sun).
Seinen ersten Konzertauftritt hatte Mills 1949 in Ottawa. Es folgten Touren durch die USA und zwei Konzertreisen nach Europa. Sein Auftritt mit dem Fiddler Jean Carignan beim Newport Folk Festival 1960 wurde für Vanguard Recording aufgezeichnet. Mit Carignan nahm er auch mehrmals am Mariposa Folk Festival und dem Winnipeg Folk Festival teil. Zwischen 1963 und 1967 tourte er mit dem Gitarristen und Entertainer Bram Morrison durch die USA und Kanada.
Für seine Shows schrieb Mills die Texte oft selbst und arrangierte die Musik. Berühmt wurde seine Fassung von Rose Bonnes Lied I Know an Old Lady Who Swallowed a Fly, das später von Folksängern wie Burl Ives, Peter, Paul and Mary, Pete Seeger und von Fred Penner aufgenommen wurde. 1967 nahm er an den Aufnahmen zu der neunteiligen Sammlung Canadian Folk Songs: A Centennial Collection teil, zu der er auch das Booklet verfasste.
Bereits als Jugendlicher hatte Mills Erfahrungen in Laienschauspielgruppen gesammelt. Später wirkte er als Schauspieler in einigen Rundfunkproduktionen (Laura Limited, The Way of the Spirit) mit, 1952 spielte er in Toronto einer Bühnenfassung von The Best of All Possible Worlds den Doctor Pangloss. Unter seinem Namen Albert Miller wirkte er in dem Film Operation Manhount (1954, über Igor Gouzenko) mit. 1970–71 trat er in 26 Episoden der CBC-Fernsehserie Adventures in Rainbow Country auf. Sein Hörspiel Ti-Jean and the Devil nach einem von Jean Carignan aufgezeichneten kanadischen Märchen hatte 1961 in Radio der CBC Premiere. 1974 wurde Mills zum Member des Order of Canada ernannt.